# Umetaro Suzuki
Umetaro Suzuki (鈴木 梅太郎 Suzuki Umetarō?, 7 de abril de 1874 – 20 de septiembre de 1943) fue un científico japonés. Es especialmente recordado por sus trabajos pioneros sobre las vitaminas. 

## Biografía
Suzuki fue el segundo hijo de un labrador del distrito de Haibara, Shizuoka. Se licenció por la Universidad Imperial de Tokio y posteriormente trabajó como investigador en el RIKEN. En 1901, estudió síntesis de péptidos en la Universidad Humboldt de Berlín con  Emil Fischer. Regresó a Japón en 1906 y aceptó un puesto de profesor de química agrícola la Universidad Imperial de Tokio en 1907.
En 1910, Suzuki tuvo éxito en extraer un complejo de micronutrientes solubles en agua del salvado de arroz, que llamó ácido aberico y con el que logró curar pacientes de beriberi. Publicó este descubrimiento en una revista científica japonesa.
Cuándo el artículo fue traducido al alemán, la traducción omitió la afirmación de que el nutriente era un nuevo descubierto, algo mencionado en la versión original en japonés, lo que hizo que el trabajo pasara con poca publicidad. El bioquímico polaco Kazimierz Funk aisló poco después el mismo complejo de micronutrientes, que propuso llamar "vitamina" (o "amina vital") en 1912. En 1935 el compuesto fue refinado y correctamente descrito como tiamina.

## Reconocimientos
Fue miembro de la Academia Imperial, receptor del gran cordón de la Orden del Sagrado Tesoro y de la Orden de la Cultura. El 18 de abril de 1985, la Oficina de Patentes del Japón le seleccionó como uno de los Diez Grandes Inventores Japoneses.